# Холивудска Коледа
„Холивудска Коледа“ (на английски: A Hollywood Christmas) е американска коледна романтична комедия от 2022 г. на режисьора Алекс Ранаривело, сценарият е на Джон Дюси, а продуценти са Али Афшар, Даниел Аспромонте и Кристина Мур. Във филма участват Джесика Ван, Джон Суикард, Аниса Борего, Райли Данди, Зак Стайнър, Том Уилямсън, Миси Пайл и Марк Грей. Филмът е пуснат в стрийминг платформата HBO Max на 1 декември 2022 г.